# Zambrzyce-Wygoda
Zambrzyce-Wygoda (Wygoda) – dawna osada,  w Polsce położona w województwie podlaskim, w powiecie zambrowskim, w gminie Rutki.

## Historia
W latach 1921–1939 osada leżała w województwie białostockim, w powiecie łomżyńskim, w gminie Chlebiotki.
Według Powszechnego Spisu Ludności z 1921 roku wieś zamieszkiwało 7 osób, 1 była wyznania rzymskokatolickiego a 6 mojżeszowego. Jednocześnie 1 mieszkaniec zadeklarował polską przynależność narodową a 6 żydowską. Były tu 2 budynki mieszkalne. Miejscowość należała do parafii rzymskokatolickiej w Rutkach. Podlegała pod Sąd Grodzki w Zambrowie i Okręgowy w Łomży; właściwy urząd pocztowy mieścił się w m. Rutki-Kossaki.
W wyniku napaści ZSRR na Polskę we wrześniu 1939 miejscowość znalazła się pod okupacją sowiecką. Od czerwca 1941 roku pod okupacją niemiecką. Od 22 lipca 1941 r. do wyzwolenia włączona w skład okręgu białostockiego III Rzeszy.

## Położenie
Na mapie z 1928 r. napis Wygoda występuje obok miejscowości Zambrzyce-Stare (obecnie Stare Zambrzyce). Na mapie z 1931 r. nazwa nie występuje. W publikacji Drobna szlachta ziemi łomżyńskiej na przełomie XIX i XX wieku, Zambrzyce jest określane jako Zambrzyca a dane Zambrzyca-Wygoda są łączone z Zambrzyca-Stara. Podając oddzielnie tylko liczbę gospodarzy równą 1. Nazwa nie występuje oddzielnie ani w opisie Zambrzyc w Słownik geograficzny Królestwa Polskiego.